# Listă de localități din cantonul Berna
În cantonul Berna  în anul 2007, sunt 396 de localități:
| - Aarberg - Aarwangen - Adelboden - Aefligen - Aegerten - Aeschi bei Spiez - Aeschlen - Affoltern im Emmental - Albligen - Alchenstorf - Allmendingen - Amsoldingen - Arch - Arni - Attiswil - Auswil - Ballmoos - Bangerten - Bannwil - Bargen - Bäriswil - Bätterkinden - Beatenberg - Bellmund - Belp - Belpberg - Belprahon - Berken - Berna - Bettenhausen - Bévilard - Biel/Bienne - Biglen - Bleienbach - Bleiken bei Oberdiessbach - Blumenstein - Bolligen - Bollodingen - Boltigen - Bönigen - Bowil - Bremgarten bei Bern - Brenzikofen - Brienz - Brienzwiler - Brügg - Brüttelen - Buchholterberg - Büetigen - Bühl - Büren an der Aare - Büren zum Hof - Burgdorf - Burgistein - Busswil bei Büren - Busswil bei Melchnau - Champoz - Châtelat - Clavaleyres - Corcelles - Corgémont - Cormoret - Cortébert - Court - Courtelary - Crémines - Därligen - Därstetten - Deisswil bei Münchenbuchsee - Diemerswil - Diemtigen - Diessbach bei Büren - Diesse - Dotzigen - Dürrenroth - Eggiwil - Epsach - Eriswil - Eriz - Erlach - Erlenbach im Simmental - Ersigen - Eschert - Etzelkofen - Evilard - Fahrni - Farnern - Ferenbalm - Finsterhennen - Forst-Längenbühl - Fraubrunnen - Frauenkappelen - Freimettigen - Frutigen - Gadmen - Gals - Gampelen - Gelterfingen - Gerzensee - Golaten - Gondiswil - Graben - Grafenried - Grandval - Grindelwald - Grossaffoltern - Grosshöchstetten - Gsteig bei Gstaad - Gsteigwiler - Guggisberg - Gündlischwand - Gurbrü - Gurzelen - Guttannen - Habkern - Hagneck - Hasle bei Burgdorf - Hasliberg - Häutligen - Heiligenschwendi - Heimberg - Heimenhausen - Heimiswil - Hellsau - Herbligen - Hermiswil - Hermrigen - Herzogenbuchsee - Hilterfingen - Hindelbank - Höchstetten - Höfen - Hofstetten bei Brienz - Homberg - Horrenbach-Buchen - Huttwil - Iffwil - Inkwil - Innertkirchen - Ins - Interlaken - Ipsach - Iseltwald - Ittigen - Jaberg - Jegenstorf - Jens - Kallnach - Kandergrund - Kandersteg - Kappelen - Kaufdorf - Kehrsatz - Kernenried - Kienersrüti - Kiesen - Kirchberg - Kirchdorf - Kirchenthurnen - Kirchlindach - Kleindietwil - Köniz - Konolfingen - Koppigen - Krattigen - Krauchthal - Kriechenwil - La Ferrière - La Heutte - La Neuveville - Lamboing - Landiswil - Langenthal - Langnau im Emmental - Lauenen - Laupen - Lauperswil - Lauterbrunnen - Leimiswil - Leissigen - Lengnau - Lenk - Leuzigen - Ligerz - Limpach - Linden - Lohnstorf - Lotzwil - Loveresse - Lüscherz - Lütschental - Lützelflüh - Lyss - Lyssach | - Madiswil - Malleray - Matten bei Interlaken - Mattstetten - Meienried - Meikirch - Meinisberg - Meiringen - Melchnau - Merzligen - Mirchel - Monible - Mont-Tramelan - Moosseedorf - Mörigen - Mötschwil - Moutier - Mühleberg - Mühledorf - Mühlethurnen - Mülchi - Münchenbuchsee - Münchenwiler - Münchringen - Münsingen - Müntschemier - Muri bei Bern - Neuenegg - Nidau - Niederbipp - Niederhünigen - Niedermuhlern - Niederönz - Niederösch - Niederried bei Interlaken - Niederried bei Kallnach - Niederstocken - Nods - Noflen - Oberbalm - Oberbipp - Oberburg - Oberdiessbach - Oberhofen am Thunersee - Oberhünigen - Oberlangenegg - Oberönz - Oberösch - Oberried am Brienzersee - Obersteckholz - Oberstocken - Oberthal - Oberwil bei Büren - Oberwil im Simmental - Ochlenberg - Oeschenbach - Oppligen - Orpund - Orvin - Ostermundigen - Perrefitte - Péry - Pieterlen - Plagne - Pohlern - Pontenet - Port - Prêles - Radelfingen - Rapperswil - Rebévelier - Reconvilier - Reichenbach im Kandertal - Reisiswil - Renan - Reutigen - Riggisberg - Ringgenberg - Roches - Roggwil - Rohrbach - Rohrbachgraben - Romont - Röthenbach bei Herzogenbuchsee - Röthenbach im Emmental - Rubigen - Rüderswil - Rüdtligen-Alchenflüh - Rüeggisberg - Rüegsau - Rumendingen - Rumisberg - Rümligen - Ruppoldsried - Rüschegg - Rüti bei Büren - Rüti bei Lyssach - Rüti bei Riggisberg - Rütschelen - Saanen - Safnern - Saicourt - Saint-Imier - Saules - Saxeten - Schalunen - Schangnau - Schattenhalb - Schelten - Scheunen - Scheuren - Schlosswil - Schüpfen - Schwadernau - Schwanden bei Brienz - Schwarzhäusern - Schwendibach - Seeberg - Seedorf - Seehof - Seftigen - Signau - Sigriswil - Siselen - Sonceboz-Sombeval - Sonvilier - Sornetan - Sorvilier - Souboz - Spiez - St. Stephan - Steffisburg - Stettlen - Studen - Sumiswald - Sutz-Lattrigen - Tägertschi - Täuffelen - Tavannes - Teuffenthal - Thierachern - Thörigen - Thun - Thunstetten - Toffen - Trachselwald - Tramelan - Treiten - Trimstein - Trub - Trubschachen - Tschugg - Tüscherz-Alfermée - Twann - Uebeschi - Uetendorf - Unterlangenegg - Unterseen - Untersteckholz - Ursenbach - Urtenen-Schönbühl - Uttigen - Utzenstorf - Vauffelin - Vechigen - Villeret - Vinelz - Wachseldorn - Wahlern - Wald - Walkringen - Walliswil bei Niederbipp - Walliswil bei Wangen - Walperswil - Walterswil - Wangen an der Aare - Wangenried - Wanzwil - Wattenwil - Wengi - Wichtrach - Wiedlisbach - Wiggiswil - Wilderswil - Wiler bei Utzenstorf - Wileroltigen - Willadingen - Wimmis - Wohlen bei Bern - Wolfisberg - Worb - Worben - Wynau - Wynigen - Wyssachen - Zauggenried - Zäziwil - Zielebach - Zollikofen - Zuzwil - Zweisimmen - Zwieselberg |